# Cordylochernes costaricensis
Cordylochernes costaricensis är en spindeldjursart som beskrevs av Beier 1932. Cordylochernes costaricensis ingår i släktet Cordylochernes och familjen blindklokrypare. Inga underarter finns listade i Catalogue of Life.